# Vincenzo Caprile
Pour les articles homonymes, voir Caprile (homonymie).
Vincenzo Caprile, né le 24 juin 1856 à Naples et mort le 23 juin 1936 à Naples, est un peintre italien.

## Biographie
Il étudie à l'Académie des beaux-arts de Naples avec Domenico Morelli et Gabriele Smargiassi. Il est influencé par l'école de Resìna et peint surtout des paysages et des scènes de genre avec des représentations de gens du peuple. Il est influencé par Filippo Palizzi et connaît de son vivant un certain succès commercial. Il  peint de nombreuses scènes de Venise et de sa lagune où il fait de longs séjours, ainsi que de Naples et de ses environs.
Il décore les salles du café Gambrinus de Naples avec d'autres peintres napolitains: Giuseppe Casciaro, Giuseppe Chiarolanza, Giuseppe Alberto Cocco, Gaetano Esposito, Vincenzo Irolli, Edoardo Matania, Vincenzo Migliaro, Luca Postiglione, Attilio Pratella, Pietro Scoppetta et Vincenzo Volpe.

## Œuvres dans les musées
- Galleria d'arte moderna Ricci Oddi de Plaisance avec les tableaux: Ave Maria (1880) et Veduta napoletana.
- Galleria d’arte moderna de Milan: Popolana (1850), Fabbrica di Santi (1883) et Figura di acquaiola (1883).
- Galleria d'arte moderna du Palais Pitti de Florence: Interno con figura.
- Galleria nazionale d'arte moderna e contemporanea de Rome: L'acqua zurfegna a Santa Lucia (1884) et Scene in Napoli.
- Museo civico de Barletta: Marinaio che cuce (1924).
- Museo civico de Caltagirone
- Museo civico di Castel Nuovo de Naples: Vecchia Napoli.
- Museo del Sannio de Bénévent: In cantina.
- Museo nazionale della scienza e della tecnologia Leonardo da Vinci de Milan: Capra (1880).
- Museo nazionale di Capodimonte de Naples: Masseria, Sulla spiaggia et Ritratto di signora.
- Pinacoteca de Parabita: Ritratto di Enrico Giannelli.
- Pinacoteca comunale de Porto Recanati: L'Orciaiolo et Interno di cucina con bambina.
- Pinacoteca provinciale di Bari: L'acquaiola et Venezia.
- Pinacoteca provinciale Irpina d'Avellino: Interno di osteria.

## Galerie

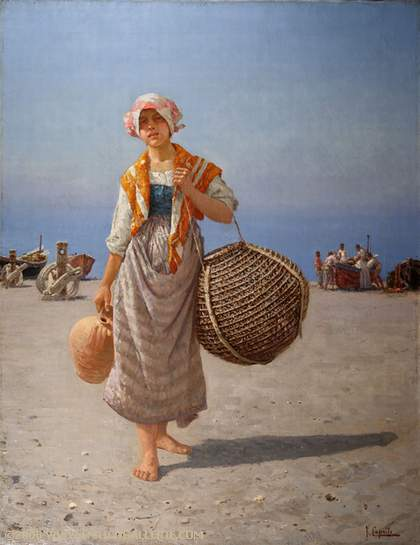
La Petite Vendeuse d'eau
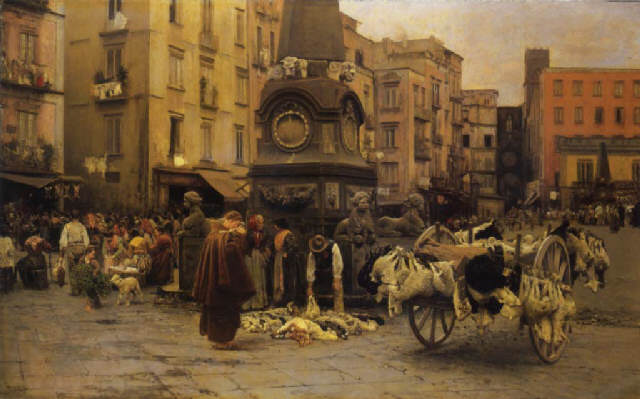
Marché de Pâques à Naples
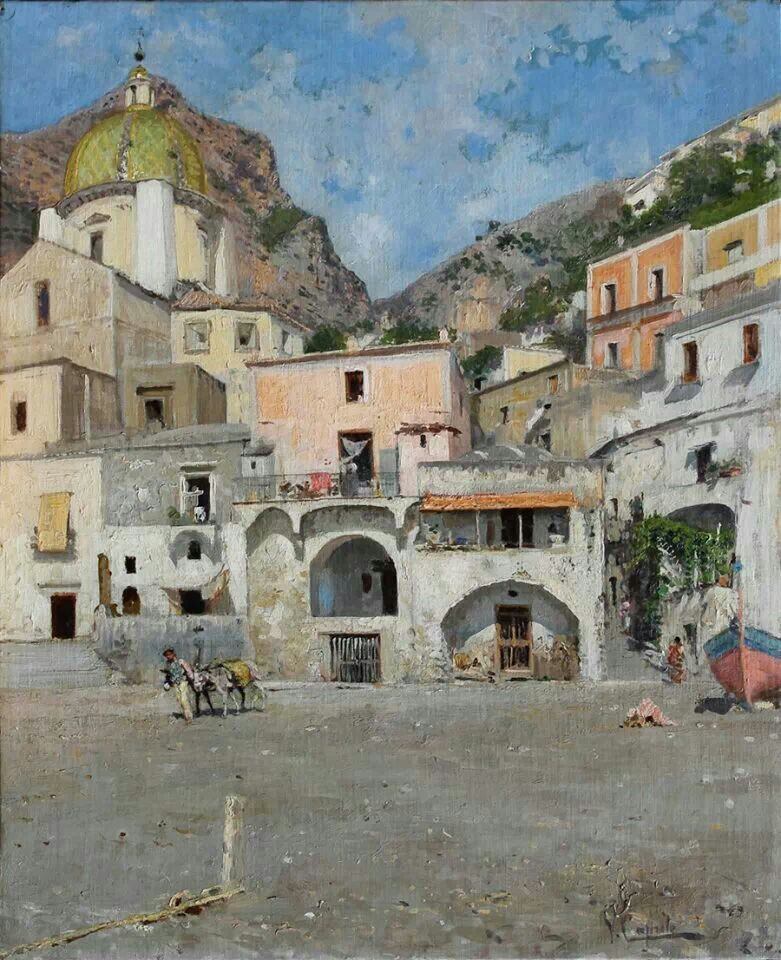
Place de Positano (1889)

## Bibliographie

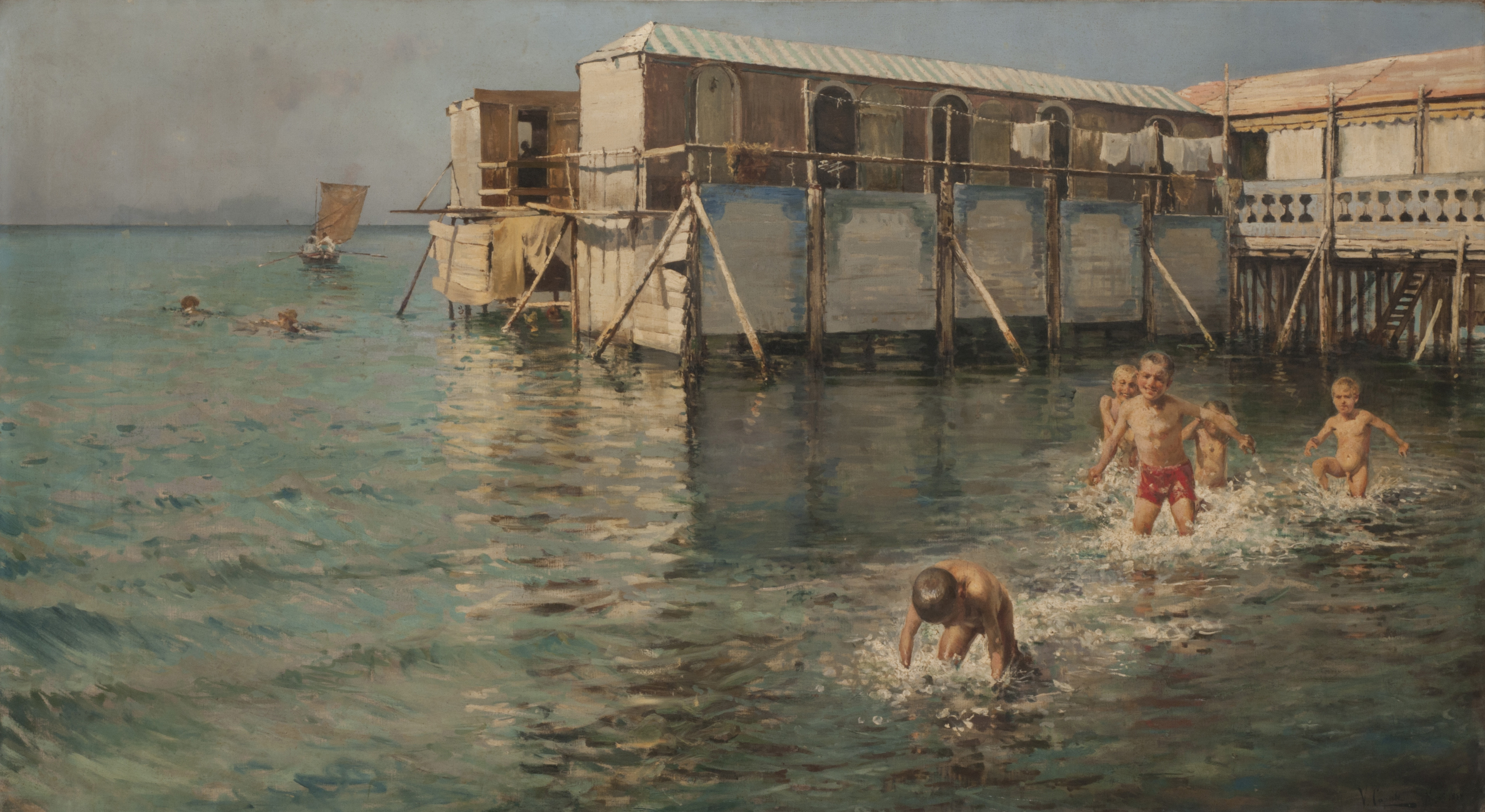
Bain de mer.

## Source de la traduction
- (it) Cet article est partiellement ou en totalité issu de l’article de Wikipédia en italien intitulé « Vincenzo Caprile » (voir la liste des auteurs).